# Цеторе
Цеторе (словен. Cetore, итал. Settore) је насељено место у општини Изола, Обално-крашка регија, Словенија.

## Историја
До територијалне реорганизације у Словенији биле су у саставу старе општине Изола.

## Становништво
У попису становништва из 2011. године, Цеторе је имало 128 становника.
| Број становника према пописима | Број становника према пописима | Број становника према пописима |
| ------------------------------ | ------------------------------ | ------------------------------ |
| 1991                           | 2002                           | 2011                           |
| 108                            | 113                            | 128                            |

Напомена: Од 1957. до 1988. исказивано под именом Виница.